# Palaeodocosia flava
Palaeodocosia flava is een muggensoort uit de familie van de paddenstoelmuggen (Mycetophilidae). De wetenschappelijke naam van de soort is voor het eerst geldig gepubliceerd in 1913 door Edwards.